# Песколовка

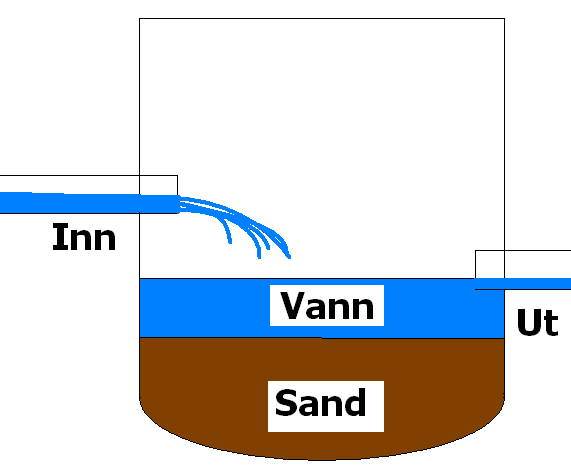
Схема работы простейшей песколовки

Песколовка — сооружение для механической очистки сточных вод, служит для выделения мелких тяжёлых минеральных частиц (песок, шлак, бой стекла т. п.) путём осаждения. Песколовки подготавливают сточную жидкость к дальнейшей очистке.
Песколовки предусматриваются при производительности очистных сооружений более 100 м3/сут. Устанавливаются перед первичными отстойниками и после решёток.
Как видно по названию данного приспособления, песколовка служит главным образом для удаления песка и сопутствующих ему компонентов в системе поверхностной канализации. Но в то же время она способна захватывать и более крупные компоненты: мелкие камни, различные твердые примеси, гальку. В отстойниках может происходить смешивание различных твердых компонентов и органических соединений, что, в свою очередь, может повлечь за собой проблемы с удалением осадка. Своей работой песколовка значительно облегчает очистку отстойников, удаляя 80-90 % твердых примесей.

## Конструктивные особенности и основной принцип работы песколовки
В ходе своей работы данное приспособление использует силы гравитации, пропуская органические смеси, а твердые, в свою очередь, осаждает по пути следования стоков. Конструктивно по принципу работы песколовки разделяются на:
- горизонтальные — имеют круговое или прямолинейное движение сточных вод;
- вертикальные — водные массы перемещаются снизу вверх;
- также имеются песколовки с вращательно-поступательным движением очищаемой среды.

Во время прохода очищаемых стоков, согласно направлению потока по песколовке, приобретают поступательные движения твердые частицы. Также приобретается гравитационная составляющая, направленная вниз. При особо сильном потоке гравитационная составляющая оказывается меньше прямолинейной, что ухудшает очистку стоков, растет фракция пропускаемых частиц. В таком случае для повышения качества очистки необходимо уменьшить скорость потока.
Общие виды песколовок:
- горизонтальные
- вертикальные
- тангенциальные
- аэрируемые